# Aljoša Matko
Aljoša Matko (* 29. März 2000 in Novo mesto) ist ein slowenischer Fußballspieler. Seit 2022 steht er beim heimischen Erstligisten NK Celje unter Vertrag.

## Vereinskarriere

### Karrierebeginn beim NK Bela krajina und beim NK Krka
Aljoša Matko wurde am 29. März 2000 geboren und begann mit dem Vereinsfußball im Alter von etwa sechseinhalb Jahren im Nachwuchs des NK Bela krajina in der Stadt Črnomelj im Süden Sloweniens. Dort durchlief er in weiterer Folge sämtliche Nachwuchsspielklassen und kam zuletzt in den Spielzeiten 2011/12 und 2012/13 in der U-15-Mannschaft des Vereins zum Einsatz, wo er an der Seite von großteils älteren Spielern mitwirkte. Bald darauf wechselte er in die Jugendabteilung des rund 35 Kilometer weiter nördlich ansässigen NK Krka nach Novo mesto. Hier war er bereits in seiner ersten Saison als U-15-Spieler äußerst torgefährlich und brachte es bei 27 Meisterschaftseinsätzen zu insgesamt 17 Toren. In der darauffolgenden Saison 2014/15 brachte er es zu abwechselnden Einsätzen in der U-15-Mannschaft und in der 1. Slovenska Kadetska Liga (1. SKL), der slowenischen U-17-Liga. Während er für die U-15-Junioren zu zehn Treffern in 16 Ligaspielen kam, erzielte Matko fünf Tore in 13 Spielen der U-17-Mannschaft.

### Wechsel zum NK Maribor und Aufnahme in den Profikader
Das Offensivtalent blieb auch slowenischen Großklubs, wie dem NK Maribor, nicht lange verborgen. In der Sommerpause vor der Spielzeit 2015/16 sicherten sich die Mariborer die Rechte an dem jungen Angriffsspieler und setzten den 15-Jährigen fortan in der 1. SKL ein. Hierbei kam er in der Saison 2015/16 auf 26 Meisterschaftseinsätze, in denen er neun Tore beisteuerte und den Sprung in die Juniorennationalmannschaften des slowenischen Fußballverbandes schaffte. Verletzungsbedingt verpasste Matko daraufhin den Herbstdurchgang der Saison 2016/17 und nahm erst wieder im März 2017 am Spielbetrieb der Nachwuchsmannschaften des NK Maribor teil. Bis zum Saisonende kam er in sieben Spielen der 1. Slovenska Kadetska Liga zum Einsatz, wobei er drei Tore erzielte und absolvierte sechs – für ihn persönlich torlose – Meisterschaftsspiele in der 1. Slovenska Mladinska Liga (1. SML), der slowenischen U-19-Liga. Als U-17-Meister qualifizierte er sich mit seiner Mannschaft für die UEFA Youth League 2017/18, den wichtigsten europäischen Wettbewerbs für U-19-Vereinsmannschaften im Fußball. Während des Turniers kam er in allen drei Spielen des NK Maribor in der Gruppenphase zum Einsatz, erzielte gegen die Jugend des FC Liverpool einen Treffer und schied mit dem Team als Letzter der Gruppe E frühzeitig aus dem Turnier aus. In dieser Saison wurde er auch mit der U-19-Mannschaft Meister.
Spätestens in der Spielzeit 2017/18 schaffte der 17- bzw. 18-Jährige den Durchbruch in der 1. SML und wurde mit 21 Toren aus 25 Saisonspielen nicht nur der erfolgreichste Torschütze seiner Mannschaft, sondern der gesamten Liga in dieser Saison. Damit verhalf der Torjäger, der für seine Leistung den Goldenen Schuh verliehen bekam, seiner Mannschaft zum Meistertitel. Des Weiteren kam Matko auch noch zu zwei Einsätzen im Mladinska Pokal, dem slowenischen Fußballpokal für U-19-Mannschaften. In der darauffolgenden Saison 2018/19 konnte Matko seine Leistung noch einmal verbessern und kam bei 24 absolvierten Meisterschaftsspielen auf eine Bilanz von 31 erzielten Toren, womit er ein weiteres Mal den Goldenen Schuh gewinnen konnte. Auch in dieser Saison nahm der slowenische U-19-Meister von 2017/18 wieder an der UEFA Youth League teil, schied aber noch in der ersten Runde des Meisterschaftswegs gegen den Nachwuchs von Sigma Olmütz mit einem Gesamtergebnis von 3:7 aus. Matko war mit zwei Toren und einem Assist an allen drei Treffern seiner Mannschaft in den beiden Spielen beteiligt. Weiters erzielte er drei Tore in ebenso vielen Spielen im Mladinska Pokal 2018/19. Durch seine Leistungen empfahl sich der unter Milan Žurman in der U-19-Mannschaft spielende Stürmer für die von Darko Milanič trainierte Profimannschaft mit Spielbetrieb in der Slovenska Nogometna Liga, der höchsten Fußballliga des Landes. Am 20. Spieltag der Slovenska Nogometna Liga 2018/19 saß Matko erstmals uneingesetzt auf der Ersatzbank der Profimannschaft; ein weiteres Mal tat er dies in der 22. Spielrunde, wurde aber auch hier nicht von Milanič berücksichtigt.

### Profidebüt als Leihspieler des NK Bravo
In der nachfolgenden Sommerpause verlieh der amtierende Meister und slowenische Rekordmeister sein torgefährlichstes Offensivtalent an den Ligakonkurrenten und Aufsteiger NK Bravo. Der 19-jährige Belokranjec wurde bis zum Saisonende 2019/20 an den Verein aus der Hauptstadt Ljubljana verliehen und erhielt die Rückennummer 27. Bereits im ersten Saisonspiel gab Matko unter Trainer Dejan Grabič sein Pflichtspieldebüt im Profifußball, als er bei der 0:2-Heimniederlage gegen den NK Olimpija Ljubljana von Beginn an zum Einsatz kam und in der 74. Spielminute durch Mitja Križan ersetzt wurde. In weiterer Folge avancierte Matko rasch zur Stammkraft in der Offensive des Klubs, wobei er oftmals als Flügelspieler eingesetzt wurde. Bereits bei seinem zweiten Einsatz erzielte er bei einer 3:4-Auswärtsniederlage gegen den NŠ Mura zwei Tore. Bis zur Unterbrechung des Spielbetriebs aufgrund der COVID-19-Pandemie hatte der Offensivspieler 24 von 25 möglich gewesenen Ligapartien absolviert und insgesamt sechs Tore erzielt, womit er der bis zu diesem Zeitpunkt torgefährlichste Spieler seines Teams in dieser Saison war. Nachdem der Spielbetrieb nach dreimonatiger Unterbrechung Anfang Juni 2020 fortgesetzt wurde, trat Matko äußerst torgefährlich in Erscheinung und erzielte bei zehn Einsätzen insgesamt zehn Tore – davon ein Hattrick und zwei Doppelpacks. Nach 34 absolvierten Spielen hatte er es damit auf 16 Treffer gebracht und war damit der bei weitem erfolgreichste Torschütze des NK Bravo in dieser Saison – der zweiterfolgreichste Torschütze, Roko Baturina, hatte es auf acht Tore gebracht. In der ligaweiten Torschützenliste rangierte er hinter Mitja Lotrič vom NK Celje (18 Tore), Dario Vizinger ebenfalls vom NK Celje (23 Tore) und Ante Vukušić vom NK Olimpija Ljubljana (26 Tore) auf dem vierten Platz. Im Endklassement erreichte er mit der Mannschaft den sechsten Tabellenplatz und schied mit dem Team im slowenischen Fußballpokal 2019/20 bereits in der ersten Runde gegen den NK Rudar Velenje aus.

### Rückkehr des erfolgreichen Torschützen nach Maribor
Nach seiner Rückkehr zu seinem Stammverein nach Maribor wurde er von Sergej Jakirović, der das Traineramt seit vier Monaten innehatte, erstmals in der ersten Qualifikationsrunde zur UEFA Europa League 2020/21 eingesetzt. Bei der blamablen Niederlage im Elfmeterschießen gegen den nordirischen Klub Coleraine FC, die auch zur Entlassung von Jakirović führte, wurde Matko von Beginn an und bis zur 61. Spielminute als Rechtsaußen eingesetzt. Danach absolvierte er unter dem Interimstrainer Saša Gajser sein erstes Spiel für Maribor in der höchsten slowenischen Fußballliga und wurde danach vom einstigen Weltmeister und neuen Trainer des NK Maribor, Mauro Camoranesi, als Stammkraft eingesetzt. Nachdem er, während er mit der slowenischen U-21-Nationalmannschaft im Einsatz gewesen war, im Oktober 2020 positiv auf COVID-19 getestet worden und damit auch der erste positive COVID-19-Fall beim NK Maribor war, verbrachte Matko Zeit in Quarantäne und wurde erst über einen Monat nach seinem letzten Meisterschaftsspiel wieder in der Liga eingesetzt. Daraufhin dauerte es etwas bis sich der Offensivspieler wieder als Stammkraft etablieren konnte, brachte es jedoch rasch zu diversen Torerfolgen für den Klub aus Maribor. Zumeist als Rechtsaußen, aber auch als hängende Spitz oder Mittelstürmer eingesetzt, wurde Matko bislang (Stand: 21. Februar 2021) in 16 Meisterschaftsspielen eingesetzt, wobei er sechs Treffer beisteuerte und mit der Mannschaft auf dem zweiten Tabellenplatz der Slovenska Nogometna Liga 2020/21 rangiert. Zum Start ins Frühjahr 2021 wurde Matko von den Fans zum beliebtesten Spieler der Mannschaft in dieser Saison gewählt.

## Nationalmannschaftskarriere

### U-16 bis U-18
Erste Erfahrungen in einer Nachwuchsnationalmannschaft des slowenischen Fußballverbandes sammelte Matko im Mai 2015, als er in zwei Länderspielen gegen Serbien für die slowenische U-16-Nationalauswahl zum Einsatz kam. Im nachfolgenden Oktober 2015 absolvierte er zwei Spiele gegen die Schweiz, wobei er auch ein Tor erzielte; gefolgt von zwei Partien gegen Kroatien Anfang November 2015, in denen er insgesamt drei Tore machte. Nach zwei Freundschaftsspielen gegen die Alterskollegen aus Belgien Anfang April 2016 bestritt der Offensivakteur im Mai eine Reihe von Länderspielen gegen Litauen, Montenegro und Bosnien-Herzegowina, wobei er gegen letztgenannten Gegner einen Treffer beisteuern konnte. Im nachfolgenden Juni kam Matko in drei weiteren Länderspielen gegen Serbien, Kroatien und Montenegro zum Einsatz.
Bereits im Februar 2016 debütierte Matko für die slowenische U-17-Nationalmannschaft, für die er in der Vorbereitung auf die Eliterunde der Qualifikation zur U-17-Europameisterschaft 2016 in zwei Länderspielen gegen Wales zum Einsatz kam. Daraufhin bestritt er unter U-17-Nationaltrainer Dušan Kosič alle drei Spiele der Eliterunde und belegte am Ende mit seiner Mannschaft den dritten Platz in der Gruppe 8, womit sich Slowenien nicht für die Mai 2016 in Aserbaidschan stattfindende EM-Endrunde qualifizieren konnte. Danach verging ein knappes Jahr bis Matko wieder in die slowenische U-17-Nationalauswahl geholt wurde. Daraufhin bestritt er zwischen Februar und März 2017 insgesamt sieben U-17-Länderspiele, darunter Ende März die drei Spiele der Eliterunde der Qualifikation zur U-17-EM 2017. Hierbei wurden die Slowenen abermals Dritter in ihrer Gruppe und schafften somit erneut nicht die Teilnahme an der diesmal im Mai 2017 in Kroatien stattfindenden Endrunde.
Danach vergingen etwas über vier Monate, ohne einen Einsatz Matkos in einer slowenischen Nachwuchsnationalmannschaft. Am 9. August 2017 setzte ihn daraufhin Igor Benedejčič in einer Begegnung mit Italien erstmals in der slowenischen U-18-Auswahl ein. Danach vergingen wieder zahlreiche Monate ohne Länderspieleinsätze, ehe Matko, kurz vor seinem 18. Geburtstag, am 21. März 2018 in einem Freundschaftsspiel gegen die Schweiz auflief und beim 2:1-Erfolg auch einen Treffer beisteuerte. Danach absolvierte er noch zwei Länderspiele im April 2018, ehe er am 7. Juni 2018 bei einem 4:3-Sieg über Serbien sein fünftes und letztes U-18-Länderspiel absolvierte und dabei im Doppelpack traf.

### U-19
Anfang September 2018 gehörte Matko zum slowenischen U-19-Aufgebot, das ein vom kroatischen Fußballverband in Kooperation mit dem slowenischen Fußballverband organisiertes internationales Vier-Nationen-Turnier bestritt. Der Offensivspieler kam in allen drei Länderspielen gegen Frankreich, Indien und Kroatien zum Einsatz und trat nur einen Monat später mit der Mannschaft an der ersten Runde der Qualifikation zur U-19-Europameisterschaft 2019 an. Dabei erzielte er im ersten Spiel, einer 1:2-Niederlage gegen die Alterskollegen aus Ungarn, den einzigen Treffer seiner Mannschaft und machte, nachdem er im nachfolgenden Spiel gegen Österreich torlos geblieben war, im dritten Gruppenspiel gegen den Kosovo einen Hattrick. Als Gruppenzweiter hinter den Ungarn zog Slowenien in die nachfolgende Eliterunde der EM-Qualifikation ein. Danach kam Matko erst wieder Ende Januar 2019 in der slowenischen U-19-Auswahl zum Einsatz, als er zwei freundschaftliche Länderspiele gegen die Türkei absolvierte. Am 26. Februar 2019 erzielte er bei einem 1:0-Sieg über Serbiens U-19-Auswahl den einzigen Treffer des Spiels und startete weniger als einen Monat später in die Eliterunde der EM-Qualifikation. Auch hier fungierte Matko wieder als Stammspieler in der Offensive und war an allen drei Spielen seines Heimatlandes beteiligt. Im letzten Spiel gegen Wales traf Matko sogar im Doppelpack, was den Slowenen, die als Gruppendritter eine EM-Teilnahme versäumten, jedoch auch nicht weiterhalf. Dies war zugleich auch bis dato (Stand: 3. Februar 2020) Matkos letzter Einsatz in einer Nachwuchsnationalmannschaft des slowenischen Fußballverbandes.

### U-21
Am 3. September 2020 debütierte Matko unter Primož Gliha in einem Freundschaftsspiel gegen Italien in der slowenischen U-21-Nationalmannschaft. Bei der 1:2-Niederlage seines Heimatlandes kam er in der 62. Spielminute für Žan Celar auf den Rasen und erzielte in Minute 78 den Treffer zum 1:2-Endstand. Nur zwei Tage später absolvierte er ein weiteres freundschaftliches Länderspiel; diesmal war der Gegner Ungarn. Beim 3:3-Remis gelang ihm abermals ein Tor. Nachdem er, während er mit der slowenischen U-21-Nationalmannschaft im Einsatz gewesen war, im Oktober 2020 positiv auf COVID-19 getestet worden und damit auch der erste positive COVID-19-Fall beim NK Maribor war, verbrachte Matko Zeit in Quarantäne und nahm im November wieder am Spielbetrieb teil. So wurde er noch im selben Monat vom neuen U-21-Nationaltrainer, Milenko Ačimovič, in Freundschaftsspielen gegen Deutschland und Russland eingesetzt.

## Erfolge
- Slowenischer Meister: 2024

## Auszeichnungen
- Torschützenkönig der Slovenska Nogometna Liga: 2024 (18 Tore)